# The Bed You Made for Me
«The Bed You Made for Me» es una canción interpretada por la banda estadounidense de música country Highway 101. Fue publicada el 5 de enero de 1987 como el sencillo principal de su álbum debut homónimo.

## Recepción de la crítica
La revista Billboard describe «The Bed You Made for Me» como “country sin complejos en instrumentación y voz, con una energía y una indignación que son casi palpables”.

## Rendimiento comercial
«The Bed You Made for Me» permaneció veinticuatro semanas en la lista Hot Country Songs de la revista Billboard, alcanzando la posición número 4 durante la semana del 11 de abril de 1987.

## Posicionamiento
| Gráfica (1987)                               | Pico de posición |
| -------------------------------------------- | ---------------- |
| Canadá (RPM Adult Contemporary)              | 8                |
| Estados Unidos (Billboard Hot Country Songs) | 4                |